# Hormaphis betulae
Hormaphis betulae är en insektsart. Hormaphis betulae ingår i släktet Hormaphis och familjen långrörsbladlöss. Inga underarter finns listade i Catalogue of Life.